# اوطابوعبان
اوطابوعبان هي قرية مغربية شمال المملكة. تنتمي اوطابوعبان لإقليم تاونات الجبلي. تضم هذه القرية 10.545 نسمة (إحصاء 2004).